# الخطوط الجوية الأمريكية الرحلة 1420
الخطوط الجوية الأمريكية الرحلة 1420 طائرة ماكدونل دوغلاس إم دي-82 التابعة لأمريكان إيرلاينز كانت في رحلة طيران من شيكاغو إلي ليتل روك عبر سالت ليك سيتي ودالاس في 1 يونيو 1999 وبعدما هبطت في ليتل روك لم تتوقف الطائرة فإنحرفت إلي اليسار ثم إلي اليمين وأصطدمت بجسر معدني ارتفاعه 8 أمتار وبعدها ببضعة ثواني أصطدمت بممر معدني ارتفاعه مترين ونصف وإنقسمت إلي نصفين مما أدي إلي جرح 110 شخصا ومات 11 شخصا من بينهم الطيار ريتشارد بوشمان ونجا 134 شخصا من بينهم مساعد الطيار مايكل أوريجان.

## آثار الحادثة
أُقيم حفل تأبين عام 2004 بجوار المطار. حضرت الناجية جينا فارنيل الحفل ولكن نُقل عنها في مقال صحفي قولها إنها تعارض بشدة تخليد ذكرى الكابتن بوشمان.
لا تزال الخطوط الجوية الأمريكية تُسيّر رحلاتها إلى ليتل روك من دالاس/فورت وورث ولكن عادةً ما تكون الطائرة المستخدمة من طراز إمبراير E175. تُشغّل هذا المسار شركة إنفوي إير وهي شركة تابعة مملوكة بالكامل لمجموعة الخطوط الجوية الأمريكية.
في كل عام -من عام 2000 إلى عام 2022- قام والد ضحية حادث تحطم الطائرة ديبرا تايلور-ساتاري بتزيين واجهة منزله في فاليجو - كاليفورنيا بأضواء وزينة عيد الميلاد تكريمًا لها، الأمر الذي حظي باهتمام وسائل الإعلام المحلية والوطنية.

## في الثقافة الشعبية
- عُرضت أحداث الرحلة 1420 في حلقة "سباق العاصفة" الموسم الأول (2003) من المسلسل التلفزيوني الكندي "ماي داي"[6] (المُسمى "الطوارئ الجوية والكوارث الجوية" في الولايات المتحدة، و"التحقيق في الكوارث الجوية" في المملكة المتحدة وأماكن أخرى حول العالم). عُرضت هذه الدراما في الولايات المتحدة بعنوان "هبوط مُميت". كما عُرضت الرحلة في حلقة خاصة من الموسم الثامن من "ماي داي" (2009) بعنوان "سماوات قاسية"[7] تناولت دور سوء الأحوال الجوية في كوارث الطيران.
- وقد قدمت قناة الطقس تفاصيل قصة الرحلة في إحدى حلقات برنامج قصص العاصفة كما فعلت قناة السيرة الذاتية في برنامج فلايتماريس.